# Richard Barthelmess
Richard Barthelmess, nato Richard Semler Barthelmess (New York, 9 maggio 1895 – Southampton, 17 agosto 1963), è stato un attore statunitense.
Fu uno dei 36 membri fondatori dell'Academy of Motion Picture Arts and Sciences (AMPAS) che nacque l'11 maggio 1927, un'organizzazione per il miglioramento e la promozione mondiale del cinema. L'accademia, nel 1929, creò il Premio Oscar.
Fu candidato al Premio Oscar nel 1929 quale miglior attore per i film The Noose e Ferro e fuoco.

## Biografia
Figlio di un'attrice teatrale, iniziò a calcare il palcoscenico in tenera età. Notato da un'amica della madre, l'attrice Alla Nazimova, debuttò nel 1916 in War Brides di Herbert Brenon.
Scritturato da David Wark Griffith, il giovane Barthelmess interpretò ruoli di sempre maggior successo, tra cui Agonia sui ghiacci (1920), fino all'abbandono delle scene alla conclusione della seconda guerra mondiale per ritirarsi a vita privata.

## Premi e riconoscimenti
Per il suo contributo all'industria cinematografica, gli venne assegnata una stella sulla Hollywood Walk of Fame al 6755 di Hollywood Blvd.

## Filmografia

### Attore
- Gloria's Romance, regia di Colin Campbell e Walter Edwin (1916)
- War Brides, regia di Herbert Brenon (1916)
- Snow White, regia di J. Searle Dawley (1916)
- Just a Song at Twilight, regia di Burton L. King, Carlton S. King (1916)
- The Moral Code, regia di Ashley Miller (1917)
- The Eternal Sin, regia di Herbert Brenon (1917)
- The Valentine Girl, regia di J. Searle Dawley (1917)
- The Soul of a Magdalen, regia di Burton L. King (1917)
- The Streets of Illusion, regia di William Parke (1917)
- Camille, regia di J. Gordon Edwards (1917)
- Bab's Diary, regia di J. Searle Dawley (1917)
- Bab's Burglar, regia di J. Searle Dawley (1917)
- Nearly Married, regia di Chester Withey (1917)
- For Valour, regia di Albert Parker (1917)
- The Seven Swans, regia di J. Searle Dawley (1917)
- Sunshine Nan, regia di Charles Giblyn (1918)
- Rich Man, Poor Man, regia di J. Searle Dawley (1918)
- Hit-the-Trail Holliday, regia di Marshall Neilan (1918)
- Wild Primrose, regia di Frederick A. Thomson (1918)
- The Hope Chest, regia di Elmer Clifton (1918)
- Boots, regia di Elmer Clifton (1919)
- Le vestali dell'amore (The Girl Who Stayed at Home), regia di D.W. Griffith (1919)
- Three Men and a Girl, regia di Marshall Neilan (1919)
- Peppy Polly, regia di Elmer Clifton (1919)
- Giglio infranto (Broken Blossoms or The Yellow Man and the Girl), regia di D.W. Griffith (1919)
- I'll Get Him Yet, regia di Elmer Clifton (1919)
- Per la figlia (Scarlet Days), regia di D.W. Griffith (1919)
- L'idolo danzante (The Idol Dancer), regia di David W. Griffith (1920)
- Il fiore dell'isola (The Love Flower), regia di D.W. Griffith (1920)
- Agonia sui ghiacci (Way Down East), regia di David W. Griffith (1920)
- Giovinezza (Experience), regia di George Fitzmaurice (1921)
- Tol'able David, regia di Henry King (1921)
- The Seventh Day, regia di Henry King (1922)
- Sonny, regia di Henry King (1922)
- The Bond Boy, regia di Henry King (1922)
- Fury, regia di Henry King (1923)
- Lo scialle lucente (The Bright Shawl), regia di John S. Robertson (1923)
- La lama nel pugno (The Fighting Blade), regia di John S. Robertson (1923)
- Twenty-One, regia di John S. Robertson (1923)
- The Enchanted Cottage, regia di John S. Robertson (1924)
- Classmates, regia di John S. Robertson (1924)
- New Toys, regia di John S. Robertson (1925)
- Sinfonia tragica (Soul-Fire), regia di John S. Robertson (1925)
- Avventura di una notte (Ranson's Folly), regia di Sidney Olcott (1926)
- Derby reale (The Amateur Gentleman), regia di Sidney Olcott (1926)
- Sotto lo sguardo di Allah (The White Black Sheep), regia di Sidney Olcott (1926)
- Camille, regia di Ralph Barton - cortometraggio (1926)
- Amore in quarantena (Just Suppose), regia di Kenneth S. Webb (1926)
- Ferro e fuoco (The Patent Leather Kid), regia di Alfred Santell (1927)
- L'atleta innamorato (The Drop Kick), regia di Millard Webb (1927)
- The Noose, regia di John Francis Dillon (1928)
- The Little Shepherd of Kingdom Come, regia di Alfred Santell (1928)
- Wheel of Chance, regia di Alfred Santell (1928)
- Out of the Ruins, regia di John Francis Dillon (1928)
- I mari scarlatti (Scarlet Seas), regia di John Francis Dillon (1928)
- Il fiume stanco (Weary River), regia di Frank Lloyd (1929)
- Il principe amante (Drag), regia di Frank Lloyd (1929)
- Amoroso convegno (Young Nowheres), regia di Frank Lloyd (1929)
- Rivista delle nazioni (The Show of Shows), regia di John G. Adolfi (1929)
- Sam Lee principe cinese (Son of the Gods), regia di Frank Lloyd (1930)
- La squadriglia dell'aurora (The Dawn Patrol), regia di Howard Hawks (1930)
- La sferzata (The Lash), regia di Frank Lloyd (1930)
- The Last Flight, regia di William Dieterle (1931)
- Il segreto del dottore (Alias the Doctor), regia di Michael Curtiz (1932)
- Tentazioni (The Cabin in the Cotton), regia di Michael Curtiz (1932)
- Ala errante (Central Airport), regia di William A. Wellman (1933)
- Eroi in vendita (Heroes for Sale), regia di William A. Wellman (1933)
- Un popolo in ginocchio (Massacre), regia di Alan Crosland (1934)
- Un eroe moderno (A Modern Hero), regia di G.W. Pabst (1934)
- Avventurieri dell'aria (Only Angels Have Wings), regia di Howard Hawks (1939)
- L'uomo che parlò troppo (The Man Who Talked Too Much), regia di Vincent Sherman (1940)
- I cacciatori dell'oro (The Spoilers), regia di Ray Enright (1942)

### Film e documentari con Richard Barthelmess
- Le dee dell'amore (The Love Goddesses) documentario di Saul J. Turell - filmati di repertorio (1965)

### Produttore
- Sinfonia tragica (Soul-Fire), regia di John S. Robertson (1925)

## Doppiatori italiani
- Nino Pavese in I cacciatori dell'oro